# Auto-Quartz

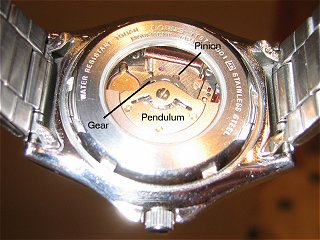
Rellotge Lorus (una marca Seiko) amb fons de vidre, que mostra clarament el pèndol oscil·lant i l'engranatge i el pinyó engranat del moviment Seiko Kinetic

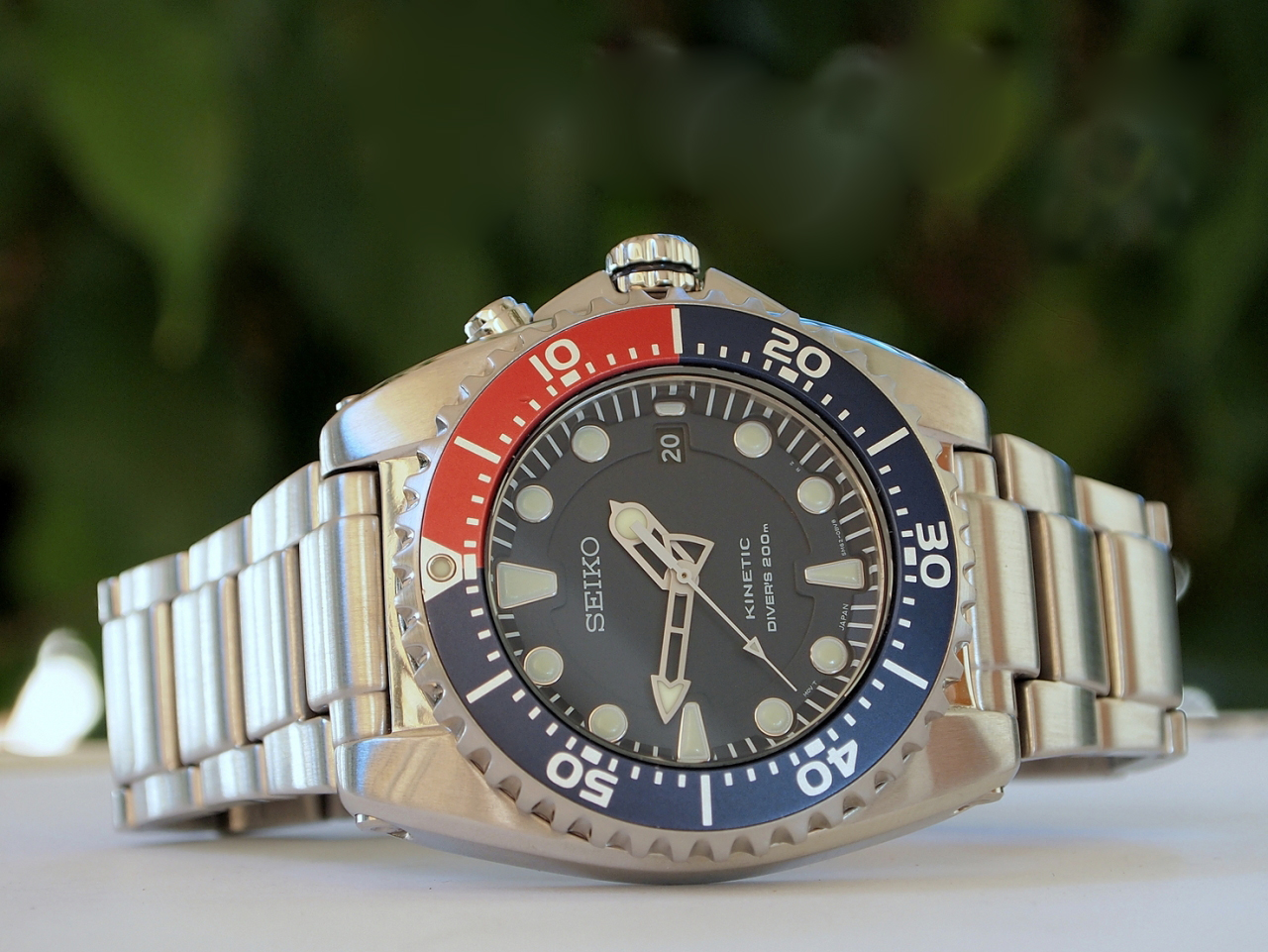
Seiko SKA369P1 Kinetic Diver de 200 m (rellotge d'eina apte per al submarinisme) amb un moviment Kinetic de calibre 5M62.

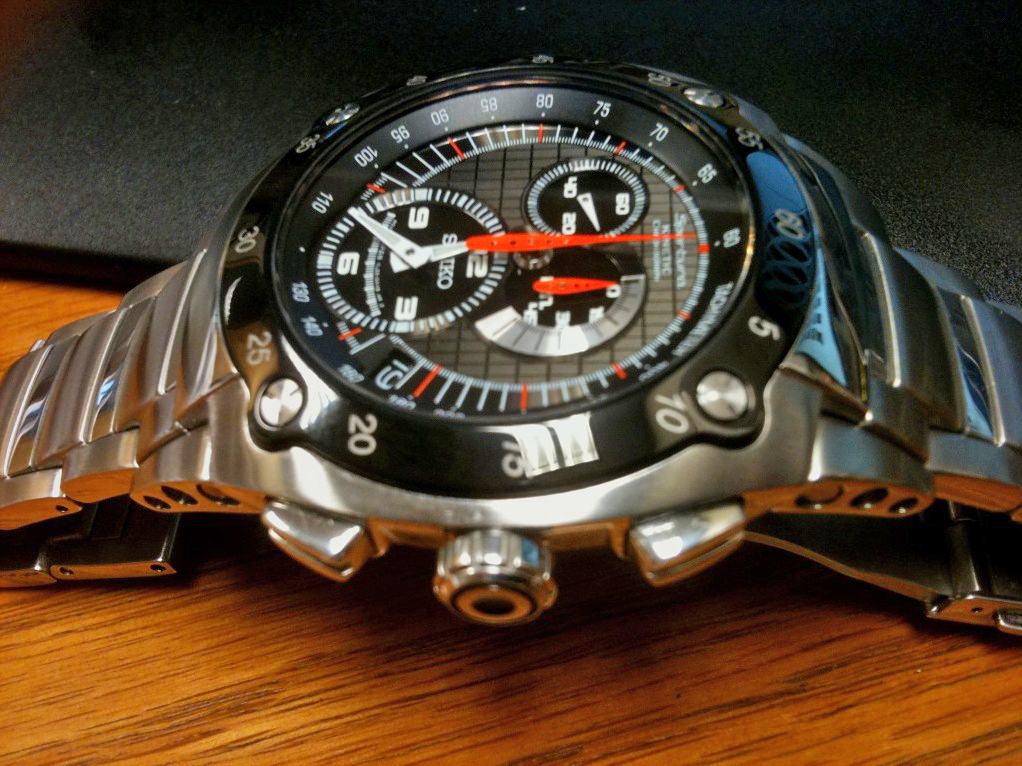
Seiko SNL043 Kinetic Chronograph utilitza un moviment Kinetic de calibre 7L22 amb cronògraf flyback.

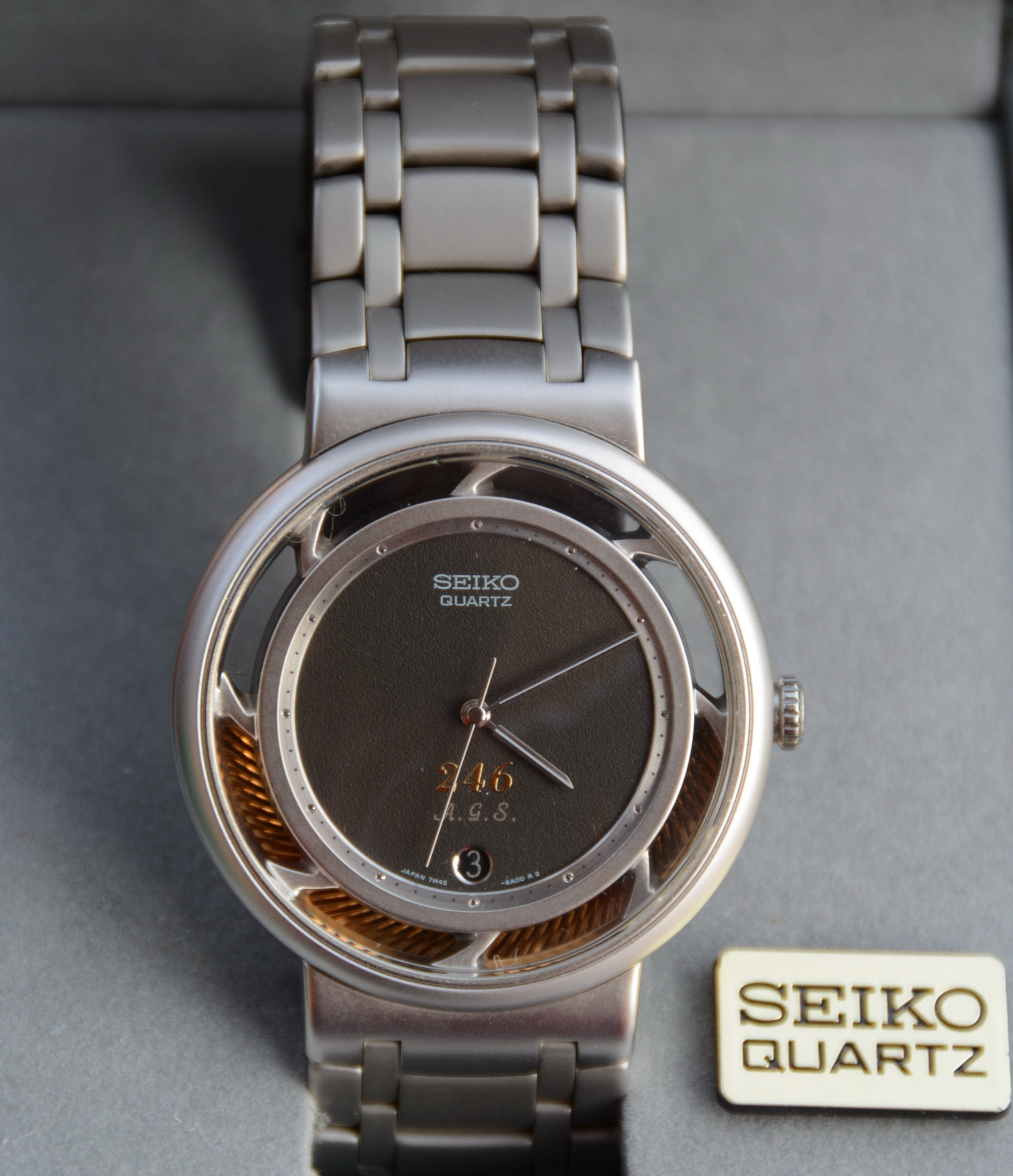
Seiko Quartz Automatic Generating System (AGS = early Kinetic), Perpetuum Nobile (produït el 1989), Cal. 7M45, núm. 246 de 700

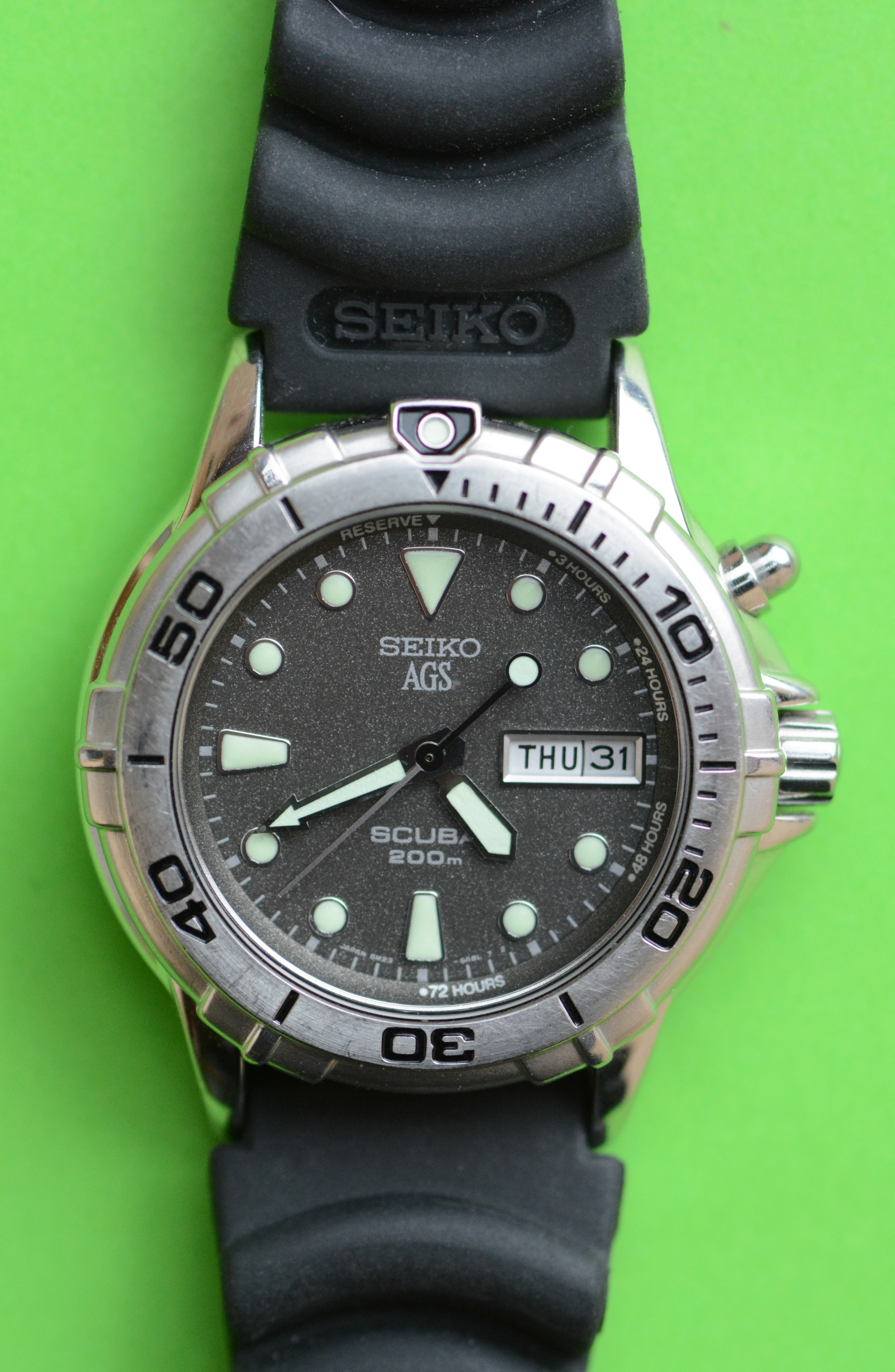
Seiko AGS SCUBA Diver 200m 5M23-6A60, 1993

El quars automàtic és un terme universal que descriu moviments de rellotge que combinen un mecanisme de rotor de bobina automàtica (tal com s'utilitza en rellotges mecànics automàtics) que genera electricitat però amb un cristall de quars piezoelèctric com a element de cronometratge. Aquests moviments tenen com a objectiu proporcionar els avantatges del quars sense les molèsties i l'impacte ambiental de les bateries. Diversos fabricants utilitzen aquesta tècnica.

## Mode de funcionament
Un pèndol giratori dins de la caixa està connectat a un engranatge relativament gran que engrana amb un pinyó molt petit. A mesura que l'usuari es mou, el pèndol fa girar i girar el pinyó a una velocitat molt alta, fins a 100.000 rpm. Aquest s'acobla a un generador elèctric en miniatura que carrega un dispositiu d'emmagatzematge que és un condensador (s) o una bateria recarregable. Una càrrega completa típica durarà entre dues setmanes i sis mesos.

## Aplicacions

### Seiko
L'empresa japonesa Seiko va ser pionera en la tècnica que va presentar a la fira comercial de Baselworld de 1986 amb el nom de prova AGM. El primer rellotge d'aquest tipus es va llançar a Alemanya el gener de 1988 i l'abril del mateix any al Japó (amb el nom d'Auto-Quartz). Els rellotges tenien una taxa mensual mitjana de ± 15 segons i proporcionaven 75 hores de funcionament continu quan estaven completament alimentats. Els primers moviments automàtics de quars es deien AGS (Sistema de generació automàtica).
El 1991 la companyia va introduir la marca Kinetic.
Avui Seiko ofereix una àmplia gamma de rellotges amb diversos moviments cinètics. La part superior de la línia és el calibre 9T82, inclòs a la col·lecció Sportura (marca internacional) i PROSPEX (només comercialitzat al Japó). Es ven en volum limitat a un rang de preus d'uns 3.000 dòlars EUA, cosa que el converteix en un dels rellotges de quars automàtics més cars. La tecnologia cinètica també s'ha utilitzat en alguns dels rellotges Pulsar i Lorus de Seiko. A partir del 2007, Seiko ha venut més de vuit milions de rellotges de quars automàtics.
Els diferents calibres dels rellotges Kinetic actualment són relativament grans i pesats, amb un pes d'1/3 de lliura (150 grams) o més en molts models. Per tant, la majoria dels rellotges Seiko Kinetic només estan disponibles en talla d'home.
Moviments:

### ETA S.A.

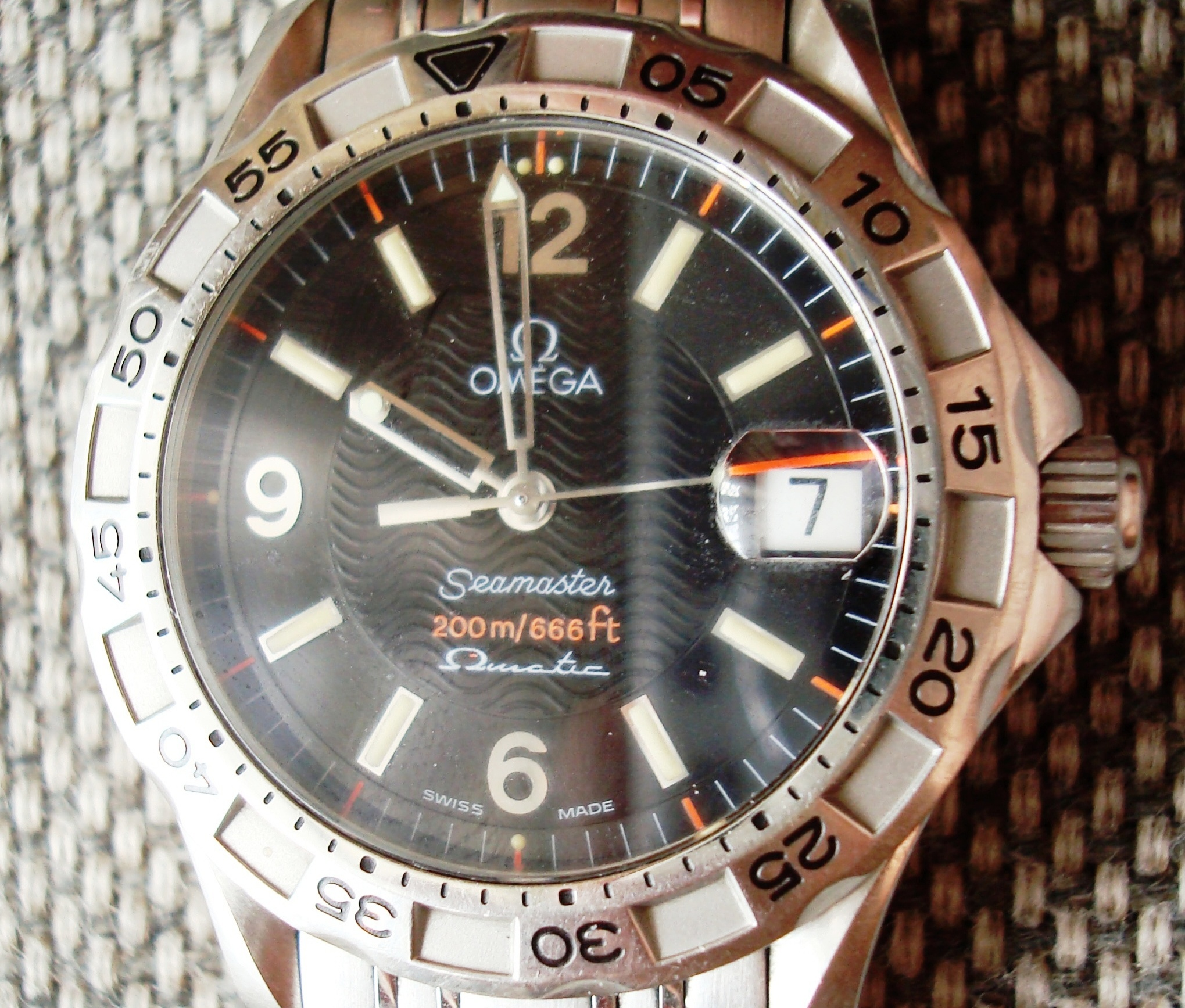
Omega Seamaster 200 Omegamatic. Aquest rellotge utilitza el calibre Omega 1400 (ETA 205.111 banyat amb rodi).

L'empresa suïssa ETA SA, part del grup Swatch, va fabricar set moviments automàtics de quars diferents, anomenant-los Autoquartz. Formaven part de la sèrie de moviments Premium Flatline i es venien a diversos venedors de rellotges, principalment europeus i americans. Moviments d'alta qualitat dissenyats per durar tant com els seus moviments mecànics premium, tenien entre 15 i 53 rubís. A diferència de la majoria dels rellotges de quars, Autoquartz es podria calibrar per augmentar la seva precisió. Diversos venedors tenien els seus rellotges Autoquartz certificats COSC. L'any 2006 per augmentar la producció dels seus moviments mecànics molt demandats, Swatch va deixar de subministrar la línia Autoquartz als clients (el servei i les peces encara estan disponibles). Aleshores, el 2009, possiblement a causa de la capacitat de producció disponible o de les peces emmagatzemades, Tissot va reintroduir l'Autoquartz al seu rellotge de busseig PRC200. El moviment Autoquartz utilitzat per Tissot està banyat en or i porta la designació ETA 205.914.
Moviments:
- 1M20
- 3M21 3M22

Fabricants que utilitzen o utilitzen moviments ETA: Tissot, Rado a la seva línia de rellotges Accustar, Longines, Swatch, Omega (Omega Seamaster Omega-matic), Dugena (K-Tech), Wenger (GST Field Terragraph Autoquartz), Hermès (Nomade), Roberge (Altaïr), Mido (Multifort), Bovet (Autoquartz calibre 11BQ01), Fortis (Spacematic Eco), Belair (Autoquartz), Franck Muller (Transamerica), HTO (Grand Voyager) i Cyma .

### Citzen
Citizen, un dels fabricants de rellotges més grans del món, també va construir un rellotge amb motor de quars: l'Eco-Drive Duo (sortit al mercat el desembre de 1998). La novetat d'aquest rellotge va ser l'ús tant d'energia mecànica com d'una cèl·lula solar. Aquest model va ser un intent d'entrar a mercats de preu més elevat (a un cost d'uns 1000 dòlars USD), però la tecnologia no va atraure l'interès dels consumidors i Citizen ha deixat de fer ús del moviment únic. No es coneix cap altre rellotge d'autoquartz de Citizen; tots els altres models Eco-Drive només utilitzen energia solar o tèrmica.

### Ventura
Ventura és un petit fabricant de rellotges suís que afirma ser "l'únic fabricant de rellotges digitals automàtics del món". El seu moviment VEN_99 va ser l'únic rellotge que mai ha combinat l'autoquartz i la lectura digital del temps (LCD) en un sol paquet. S'oferien tres models: Sparc rx, fx i px. A finals de 2006, la companyia va començar a vendre el seu moviment amb alarma incorporada, una altra característica exclusiva. Tot el maquinari és propietat de Ventura.
L'any 2007 l'empresa va entrar en fallida. El suport estava disponible d'una entitat independent. L'any 2011 l'empresa va tornar a sortir de la fallida i va continuar venent els seus models, introduint el "sistema de microgeneració de 2a generació" i comercialitzant el rellotge (Sparc MGS) integrant-lo com el primer i únic automàtic multifunció de lectura digital del món. mòdul de quars. A diferència d'altres fabricants, el moviment del rellotge (VEN_10) i la font d'alimentació (MGS) són unitats separades, només enllaçades per un sol cable.

## Preus
Malgrat les peces mecàniques relativament complexes utilitzades, Seiko ha posicionat els seus rellotges cinètics a un preu mitjà. Les excepcions són la cinètica amb altres complicacions com el moviment del cronògraf 9T82, 7L22 i els moviments d'accionament directe. ETA va vendre Autoquartz a diversos fabricants suïssos amb preus per sota dels 100 dòlars (Swatch) a diversos milers (Omega, Baume et Mercier, et al.). Ventura valora els seus rellotges de quars automàtics al voltant de 2000-4000 euros.